# SCDP Voinești
SCDP Voinești - (denumire completă: Stațiunea de Cercetare – Dezvoltare pentru Pomicultură Voinești) este o instituție de cercetare în pomicultură din România, aflată în subordinea Academiei de Științe Agricole și Silvice „Gheorghe Ionescu Șișești” București.

## Istoric
La data de 1 ianuarie 1950 a fost înființată "Stațiunea experimentală pomicolă Voinești" prin HCM nr.1307 din 31 decembrie 1949.
Este localizată în zona dealurilor Subcarpaților Meridionali, în centrul bazinului pomicol Dâmbovița, în localitatea Voinești, din județul Dâmbovița.

## Soiuri dezvoltate
Printre soiurile create de SCDP Voinești se numără:
Măr: Pionier, Generos, Ciprian, Voinea, Voinicel, Pomona, Valery (creat de cercetătoarea Valeria Petre)
Păr: Euras, Orizont, Tudor, Cristal, Corina
Prun: Record.